# EMUF

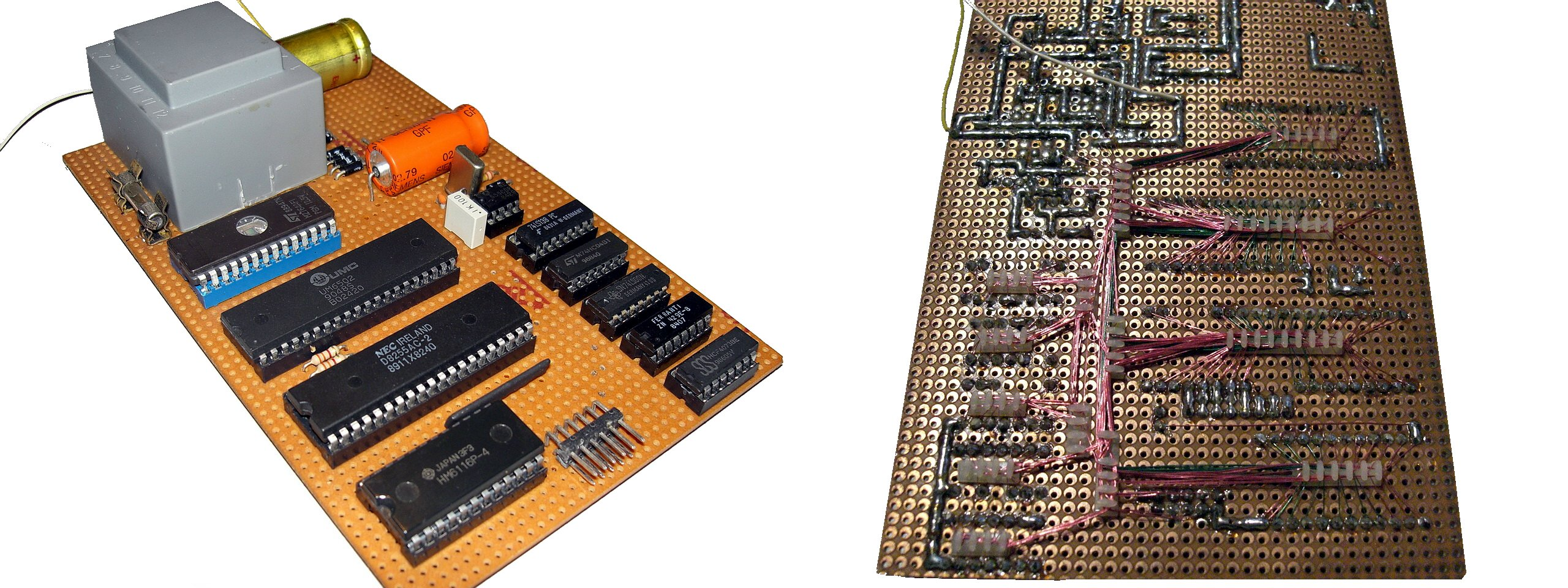
EMUF; links Vorderseite und rechts Rückseite (in Fädeltechnik)

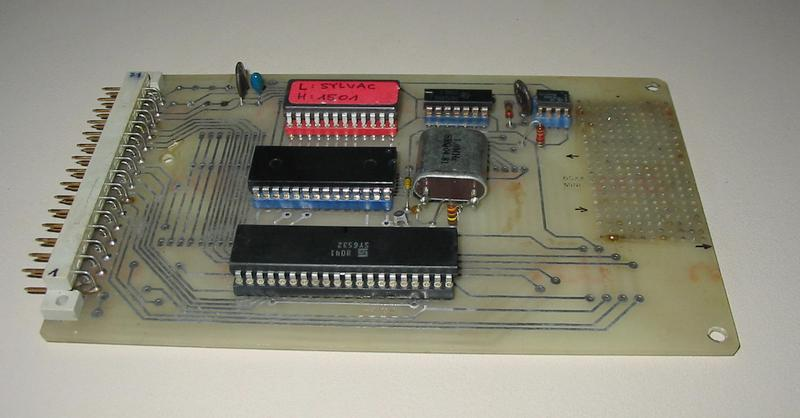
EMUF mit 6504-CPU auf Platine

EMUF (Einplatinen-Mikrocomputer für universelle Festprogrammierung) war in den 1980er-Jahren ein verbreiteter Einplatinentyp für den Selbstbau auf Basis der 6504-CPU (650x-Familie), des Z80 und später auch weiterer Prozessorfamilien.
Der erste Einplatinencomputer dieser Bezeichnung wurde vom Franzis-Verlag in der Computer-Zeitschrift mc 1981 veröffentlicht. Die Entwicklung des 6504-EMUF wurde von Herwig Feichtinger verantwortet. Der EMUF war ein Einplatinencomputer im Europakarten-Format (100 × 160 mm). Der damalige Preis betrug für den kompletten Bausatz weniger als 100 DM (entspricht 2025 etwa 120 €) und erlaubte es, einen funktionsfähigen Computer für Steuerungszwecke aufzubauen.